# Hechenwang
Hechenwang ist ein Gemeindeteil der Gemeinde Windach im oberbayerischen Landkreis Landsberg am Lech und eine Gemarkung.

## Geographie
Das Kirchdorf liegt auf einer Höhe von 594 m ü. NHN etwa zwei Kilometer südöstlich vom Gemeindehauptort Windach und zwei Kilometer westlich von Schondorf am Ammersee am Lauf der Schweinach.
Die Gemarkung Hechenwang mit der Nummer 099024 hat eine Gesamtfläche von etwa 690 Hektar. Ihr Gemarkungsteil 0 liegt im Gebiet der Gemeinde Utting am Ammersee, auf ihm liegt deren Gemeindeteil Achselschwang. Der Gemarkungsteil 1 liegt in der Gemeinde Windach, auf ihm liegen die Windacher Gemeindeteile Dürrhansl, Hechenwang und Steinebach.

## Geschichte
Der Ort wird 1285 als Sitz der Herren von Schondorf erwähnt. Die Gemeinde Hechenwang entstand mit dem Gemeindeedikt 1818 und wurde zum Jahresende 1971 im Zuge der Gebietsreform aufgelöst. Sie hatte eine Fläche von etwa 687 Hektar. Am 1. Januar 1972 wurden Dürrhansl, Hechenwang und Steinebach in die Gemeinde Windach eingegliedert, der im Süden gelegene Gemeindeteil Achselschwang kam zu Utting am Ammersee.

## Sehenswürdigkeiten
- Die Pfarrkirche St. Martin in Hechenwang, ein Frühwerk des Wessobrunner Architekten und Stuckateurs Joseph Schmuzer, wurde ab 1704 erbaut. Sie ist mit reicher Ausstattung versehen. Der markante Turm wurde 1974 nach alten Plänen wieder mit einer Doppelzwiebelhaube erneuert.[6]

## Bodendenkmäler
Siehe: Liste der Bodendenkmäler in Windach